# Перминов, Иван Александрович
Ива́н Алекса́ндрович Пе́рминов (5 сентября 1920, д. Грехово, ныне Октябрьский район, Костромская область — 15 сентября 1973, Минск) — командир звена 33-го гвардейского штурмового Воронежского Краснознамённого ордена Суворова авиационного полка 3-й гвардейской штурмовой Валдайско-Ковельской Краснознамённой ордена Суворова авиационной дивизии 9-го штурмового Лодзинского Краснознамённого авиационного корпуса 16-й воздушной армии 1-го Белорусского фронта, гвардии лейтенант, Герой Советского Союза.

## Биография

Могила Перминова на Восточном кладбище Минска

Родился 5 сентября 1920 года в семье крестьянина. Русский. Окончил 8 классов. В 1937 году переехал в город Ярославль. Здесь получил специальность электромонтёра. Работал на заводе синтетического каучука и одновременно занимался в аэроклубе.
Призван в ряды Красной Армии в 1940 году. Окончил Балашовскую школу пилотов. На фронтах Великой Отечественной войны с ноября 1942 года.
Зимой 1943 года шесть самолётов Ил-2, ведомые пилотом Бубликовым, вылетели на штурмовку железнодорожной станции Тулебля в Новгородской области. Штурмовики сделали три захода на цель, в ходе которых уничтожили составы с боеприпасами и горючим, стоявшие на путях. За удачную штурмовку весь состав группы был представлен к правительственным наградам. И. А. Перминов получил первый орден — Красной Звезды.
Весной 1943 года звено Перминова атаковало привязной аэростат противника, корректирующий огонь артиллерии. Штурмовики на бреющем полёте незамеченными подошли вплотную к вражескому аэростату, и Перминов в упор поразил его. За эту операцию И. А. Перминов был награждён вторым орденом Красной Звезды.
3 марта 1944 года во время штурмовки скопления эшелонов на железнодорожной станции Кошары лейтенант Перминов, прикрывая товарища, сбил Ме-109 и затем продолжил выполнение боевой задачи. За эту операцию И. А. Перминов был награждён орденом Красного Знамени.
В составе полка Перминов принимал участие в боях за освобождение Белоруссии, Польши. С сентября 1944 года и до конца войны воевал в 33-м гвардейском штурмовом авиационном полку. Последние боевые вылеты сделал в небе Берлина. 20 апреля 1945 года группа Ил-2 штурмовала действующий аэродром противника Кольберг. Под огнём зенитной артиллерии противника, группа произвела на цель два захода и уничтожила два Ju-88, пять FW-190 и до двадцати солдат и офицеров противника. Гвардии лейтенант Перминов, ведущий второй пятёрки, прямым попаданием бомбы разбил один самолёт Ju-88. Войну закончил командиром звена.
К маю 1945 года гвардии лейтенант Перминов совершил 101 боевой вылет на штурмовку живой силы и техники противника, уничтожил аэростат, баржу, 8 танков, 32 автомашины с грузом, более 20 орудий, 2 склада с боеприпасами и около 300 солдат и офицеров противника, в 18 воздушных боях сбил 2 самолёта противника. После войны продолжил службу в своем полку, дислоцированном на территории Германии.
Указом Президиума Верховного Совета СССР от 15 мая 1946 года за образцовое выполнение заданий командования и проявленные мужество и героизм в боях с немецко-фашистскими захватчиками гвардии лейтенанту Перминову Ивану Александровичу присвоено звание Героя Советского Союза с вручением ордена Ленина и медали «Золотая Звезда» под номером 7059.
В 1955 году окончил Военно-воздушную академию. С 1960 года подполковник Перминов — в запасе. Жил в городе Минске. Работал на заводе счётно-вычислительных машин инженером-плановиком. Умер 15 сентября 1973 года. Похоронен на Восточном (Московском) кладбище в Минске.

## Память
- Мемориальная доска на здании Ярославского аэроклуба.
- Надгробный памятник на Восточном (Московском) кладбище в Минске.